# Fender Tremolux
Model Fender Tremolux je gitarsko cijevno pojačalo koje je Fender proizvodio od sredine 1955., do 1966. godine. U početni kombo model bile su ugrađene dvije 6V6 cijevi u sekciji pojačala snage, i 5V4 cijev za ispravljač. Tako dizajniran model polučio je skromnih 15W izlazne, efektivne snage. Nedugo, već 1957. godine, 
Fenderovi dizajneri su poboljšali kakrakteristike modela tako što su odradili usklađivanje/podešavanje napona struje u cijevi ("fixed bias"), i promijenili su cijev ispravljača (sada 5U4), a kao pozitivni efekt toga rada izlazna snaga pojačala je porasla na 18W. Paralelno s konstrukcijskim preinakama na modelu su rađene i estetke promjene. Tako kombo model iz 1961. godine s 1 x 12" zvučnikom uz nadogradnju modela, klasičnu Tweed tkaninu zamijenio je s bijelom Tolex tkaninom. U model su ugrađene i nove 6BQ5 cijevi (specifične za samo Fender modele iz tog vremena), što je povećalo izlaznu snagu pojačala na 30W. Odnosno, nedugo nako toga s 6G9 i 6G9-B elektroničkim krugom, 6L6GC cijevima i GZ34 ispravljačem i na 35W. Zatim slijedi još par promjena u kozmetici i dizajnu, npr., 1963. tkanina na prednjici zvučnika promijenjena je u zlatnu boju, a naredne 1964. (pa do kraja proizvodnje) ugrađen je novi AB763 elektronički sklop. Kompletno model pojačala (bijeli Tolex) sada je bio presvučen u crni Tolex. Zanimljivo je da je u model ugrađivana: 10", 12" i 2 x 10" konfiguracija zvučnika.

## Blonde Tremolux
Model Fender Blonde Tremolux je "half-stack" gitarsko cijevno pojačalo, i nadogradnja je prvotnog modela Fender Tremolux. Proizvodio se od 1961. – 1963. godine. Blonde Tremolux model sastoji se od dvije zasebne komponente: galave pojačala (dva zasebna kanala, s po dva 1/4" ulaza za svaki kanal) i kabineta. Uporaba i rukovanje parametrima funkcija pojačala maksimalno je pojednostavljena, i prilagođena korisniku. Naime, oba kanala koriste zajedno osnovne parametre za: glasnoću (volume), visoki (treble) i bas ton, i parametre za funkcije: brzine (speed), intenziteta (intensity) kontrole učinka tremolo efekta. 
| Karakteristike        | Karakteristike                                                                 |
| --------------------- | ------------------------------------------------------------------------------ |
| Godina proizvodnje    | 1961. – 1963.                                                                  |
| Elektronički krug     | 6G9, 6G9-A, 6G9-B                                                              |
| Cijevi u pojačalu     | 2 x 6BQ5, 2 x 6L6GC; 6G9, 6G9-A, 6G9-B                                         |
| Cijevi u pretpojačalu | 2 x 7025. (svijetli i normal ulaz)                                             |
| Dostupan              | glava pojačala + kabinet                                                       |
| Efektivna snaga       | 30 - 35W                                                                       |
| Efekti                | tremolo                                                                        |
| Kanali                | 2 (normal i tremolo)                                                           |
| Zvučnik               | 6G9 i 6G9-A ugrađen 1 x 10", 8Ω 6G9-B ugrađen 2 x 10", 4Ω (u paralelnom spoju) |
| Ispravljač            | GZ34                                                                           |

## Blackface Tremolux
Fender Blackface Tremolux je također model "half-stack" gitarsko cijevno pojačalo, koje je Fender proizvodio od 1963. – 1966. godine. Osnovni raspored i značajke funkcija parametara su kao i kod Blonde modela. 
| Karakteristike        | Karakteristike                            |
| --------------------- | ----------------------------------------- |
| Godina proizvodnje    | 1963. – 1966.                             |
| Elektronički krug     | AA763                                     |
| Cijevi u pojačalu     | 2 x 6L6GC                                 |
| Cijevi u pretpojačalu | 2 x 7025 (svijetli i normal ulaz)         |
| Dostupan              | glava pojačala + kabinet                  |
| Efektivna snaga       | 35W                                       |
| Efekti                | vibrato                                   |
| Kanali                | 2 (normal i vibrato)                      |
| Zvučnik               | 2 x 10", 4Ω, model Oxford 10K5 ili CTS 10 |
| Ispravljač            | GZ34                                      |

## Vanjske poveznice
- Fender pojačala - sadržajni pregled  Arhivirana inačica izvorne stranice od 4. veljače 2012. (Wayback Machine)
- Fender Tremolux na ronsvintage.com  Arhivirana inačica izvorne stranice od 8. veljače 2012. (Wayback Machine)